# Nene Dorgeles
Nene Dorgeles (ur. 23 grudnia 2002 w Kayes) – malijski piłkarz, występujący na pozycji napastnika w austriackim klubie Red Bull Salzburg oraz w reprezentacji Mali. Uczestnik Pucharu Narodów Afryki 2023.

## Statystyki

### Klubowe
Na podstawie:
| Klub              | Sezonów | Liga            | Liga  | Liga   | Puchar krajowy | Puchar krajowy | Kontynentalne | Kontynentalne | Suma  | Suma   |
| Klub              | Sezonów | Liga            | Mecze | Bramki | Mecze          | Bramki         | Mecze         | Bramki        | Mecze | Bramki |
| ----------------- | ------- | --------------- | ----- | ------ | -------------- | -------------- | ------------- | ------------- | ----- | ------ |
| Guidars FC        | ?       | ?               | ?     | ?      | ?              | ?              | –             | –             | ?     | ?      |
| Red Bull Salzburg | 1       | ÖFB Bundesliga  | 16    | 2      | 3              | 0              | 4             | 0             | 23    | 2      |
| FC Liefering      | 2       | 2. Liga         | 31    | 10     | 0              | 0              | –             | –             | 31    | 10     |
| SV Ried           | 1       | ÖFB Bundesliga  | 14    | 2      | 3              | 0              | –             | –             | 17    | 2      |
| KVC Westerlo      | 1       | Eerste klasse A | 35    | 13     | 1              | 0              | –             | –             | 36    | 13     |
|                   | Łącznie | Łącznie         | 96    | 27     | 7              | 0              | 4             | 0             | 107   | 27     |

### Reprezentacyjne
Na podstawie:
| Mecze i gole w reprezentacji podczas Pucharu Narodów Afryki 2023 | Mecze i gole w reprezentacji podczas Pucharu Narodów Afryki 2023 | Mecze i gole w reprezentacji podczas Pucharu Narodów Afryki 2023 | Mecze i gole w reprezentacji podczas Pucharu Narodów Afryki 2023 | Mecze i gole w reprezentacji podczas Pucharu Narodów Afryki 2023 | Mecze i gole w reprezentacji podczas Pucharu Narodów Afryki 2023 | Mecze i gole w reprezentacji podczas Pucharu Narodów Afryki 2023 | Mecze i gole w reprezentacji podczas Pucharu Narodów Afryki 2023 |
| Lp.                                                              | Data                                                             | Miasto                                                           | Przeciwnik                                                       | Wynik                                                            | Gole                                                             | Inne                                                             | Faza rozgrywek                                                   |
| ---------------------------------------------------------------- | ---------------------------------------------------------------- | ---------------------------------------------------------------- | ---------------------------------------------------------------- | ---------------------------------------------------------------- | ---------------------------------------------------------------- | ---------------------------------------------------------------- | ---------------------------------------------------------------- |
| 1.                                                               | 16.01.2024                                                       | Korhogo                                                          | Południowa Afryka                                                | 2:0 (0:0)                                                        |                                                                  |                                                                  | Faza grupowa                                                     |
| 2.                                                               | 20.01.2024                                                       | Korhogo                                                          | Tunezja                                                          | 1:1 (1:1)                                                        |                                                                  |                                                                  | Faza grupowa                                                     |
| 3.                                                               | 24.01.2024                                                       | San Pédro                                                        | Namibia                                                          | 0:0 (0:0)                                                        |                                                                  |                                                                  | Faza grupowa                                                     |
| 5.                                                               | 03.02.2024                                                       | Bouaké                                                           | Wybrzeże Kości Słoniowej                                         | 1:2 (0:0)                                                        | 71'                                                              |                                                                  | Ćwierćfinał                                                      |

## Sukcesy
Na podstawie:
Brak ważniejszych osiągnięć.